# 20-я гвардейская механизированная бригада
20-я гвардейская механизированная бригада — гвардейское соединение Вооружённых сил СССР во время Великой Отечественной войны.
Образована 23 октября 1943 года на базе 3-й механизированной бригады. Принимала участие в боях в составе 1-й танковой армии. В апреле 1944 года получила почётное наименование «Залещицкой» за взятие города Залещики Тернопольской области.
Полное наименование — 20-я гвардейская механизированная Залещицкая ордена Ленина, Краснознамённая, орденов Суворова, Кутузова и Богдана Хмельницкого бригада.

## История

### Формирование
В апреле 1942 года в Калинине была сформирована 3-я мотострелковая бригада. В апреле — августе 1942 года она являлась формированием 3-го танкового корпуса. 10 сентября 1942 года в состав бригады включили 16-й танковый полк, преобразовали в 3-ю механизированную бригаду и передали в состав 3-го механизированного корпуса.
В октябре 1942 года бригада получила боевое Красное знамя. Знамя вручал член Военного Совета Московской зоны обороны генерал-майор К. Ф. Телегин.
23 октября 1943 года приказом Народного комиссариата обороны № 306 на базе 3-й механизированной бригады была создана 20-я гвардейская механизированная бригада.

### Участие в боевых действиях
До ноября 1943 года бригада находилась в Резерве Верховного Главнокомандования, затем направлена на 1-й Украинский фронт, на котором воевала до сентября 1944 года, после чего выведена в резерв, где находилась в октябре — ноябре. 
С декабря 1944 года и до окончания войны — в составе 1-го Белорусского фронта.
24 марта 1944 года 20-я гвардейская механизированная бригада под руководством полковника А. Бабаджаняна, находясь в составе 1-го Украинского фронта, осуществила прорыв и вышла у города Залещики Тернопольской области к Днестру, за что её командиру было присвоено звание Героя Советского Союза. В апреле 1944 года бригада получила за этот прорыв почётное именование «Залещицкой».
Маршал Советского Союза Иван Конев высоко отметил заслуги бригады в боях 1 — 4 августа 1944 года при захвате плацдарма на западном берегу реки Вислы. За образцовое выполнение боевых заданий командования при овладении 22 января 1945 года населённым пунктом Гнезен (Гнезно) 19 февраля 1945 года бригада была награждена орденом Суворова 2-й степени.
В Восточно-Померанской операции бригада успешно наступала в направлении Бельгард (Бялоград), Кольберг (Колобжег). За смелые и решительные действия в этой операции и овладение г. Керлин (Карлино) 26 апреля 1945 года награждена орденом Кутузова 2-й степени.

## Награды
| Награда (наименование)                | Дата награждения                                                  | За что получена |
| ------------------------------------- | ----------------------------------------------------------------- | --- |
| Почётное звание «Гвардейская»         | Приказом НКО № 306 от 23.10.1943 г.                               | За проявленную отвагу в боях за Отечество с немецкими захватчиками, за стойкость, мужество, дисциплину и организованность, за героизм личного состава.                                                            |
| Почётное наименование «Залещицкая»    | Приказ Верховного Главнокомандующего № 078 от 3 апреля 1944 года. | За отличие в боях за освобождение города Залещики Тернопольской области. |
| Орден Красного Знамени                | Указ Президиума Верховного Совета СССР от 23.10.1943 года.        | За образцовое выполнение боевых заданий командования на фронте борьбы с немецкими захватчиками (в Курской битве) и проявленные при этом доблесть и мужество. (По преемственности от 3-й механизированной бригады) |
| Орден Ленина                          | Указ президиума Верховного Совета СССР от 18.04.1944 года.        | За образцовое выполнение заданий командования в боях с немецкими захватчиками в предгорьях Карпат, выход на нашу юго-западную государственную границу и проявленные при этом доблесть и мужество.                 |
| Орден Богдана Хмельницкого II степени | Указ Президиума Верховного Совета СССР от 10.08.1944 года.        | За образцовое выполнение заданий командования в боях с немецкими захватчиками, за овладение городами Перемышль и Ярослав и проявленные при этом доблесть и мужество.                                              |
| Орден Суворова II степени             | Указ Президиума Верховного Совета СССР от 19.02.1945 года.        | За образцовое выполнение заданий командования в боях с немецкими захватчиками, за овладение городом Гнезен (Гнезно) и проявленные при этом доблесть и мужество.                                                   |
| Орден Кутузова II степени             | Указ Президиума Верховного Совета СССР от 26.04.1945 года.        | За образцовое выполнение заданий командования в боях с немецкими захватчиками, овладение городом Керлин (Карлино) и проявленные при этом доблесть и мужество.                                                     |

### Отличившиеся воины бригады
Герои Советского Союза
- гвардии полковник Бабаджанян, Амазасп Хачатурович, командир бригады
- гвардии капитан Ваганов, Александр Васильевич, командир танковой роты 68 гвардейского танкового полка
- гвардии капитан Осипов, Семён Дмитриевич, командир 3-го мотострелкового батальона - умер от ран 26 июля 1944 года
- гвардии капитан Лапенков, Иван Адамович, командир 3-го мотострелкового батальона
- гвардии лейтенант Устименко, Степан Яковлевич, командир отдельной разведывательной роты - погиб 20 апреля 1945 года
- гвардии младший лейтенант Календюк, Иван Хрисанфович, командир взвода отдельной разведывательной роты
- гвардии младший лейтенант Синицын, Александр Павлович, командир взвода отдельной разведывательной роты - погиб 21 июля 1944 года
- гвардии старшина Кротов, Михаил Иванович, механик-водитель танка 68-го гв. танкового полка
- гвардии старший сержант Кочеров, Василий Григорьевич, помощник командира взвода отдельной разведывательной роты - погиб 24 июля 1944 года
- гвардии старший сержант Нестеров, Сергей Егорович, командир бронетранспортёра отдельной разведывательной роты
- гвардии сержант Гизатулин, Минулла Сунгатович, командир отделения 2-го мотострелкового батальона
- гвардии рядовой Пигорев, Николай Григорьевич, автоматчик 3-й отдельной разведывательной роты - умер от ран 23 марта 1944 года
- гвардии майор Шестаков, Максим Кузьмич, командир батальона.

 Полные Кавалеры ордена Славы
- гв. старшина Титов, Михаил Стефанович, комсорг 3-го мотострелкового батальона
- гв. сержант Сериков, Иван Денисович, командир отделения отдельной разведывательной роты - погиб 6 мая 1945 года

Около 7000 военнослужащих бригады награждены орденами и медалями.

## Командиры
- Гвардии полковник А. Х. Бабаджанян (1942—1944),
- Гвардии полковник Н. В. Богомолов (1944, затем повторно в 1945), п
- Гвардии полковник С. Л. Гонтарев (1944),
- гвардии полковник А. И. Анфимов (1944—1945).

## Состав
В состав бригады входили:
- штаб;
- 68-й гвардейский танковый полк (бывший 16-й);
- 1-й мотострелковый батальон;
- 2-й мотострелковый батальон;
- 3-й мотострелковый батальон;
- противотанковый дивизион;
- отдельная разведрота,
- зенитно-пулемётная рота,
- инженерно-минная рота,
- автотранспортная рота
- санитарный взвод.

## Послевоенный период
Во второй половине 1945 года 8-й гвардейский механизированный корпус был переформирован в 8-ю гвардейскую механизированную дивизию 1-й гвардейской механизированной армии Группы советских оккупационных войск в Германии.,
В 1946 году дивизия была скадрована в 8-й гвардейский отдельный кадровый механизированный полк. В 1949 году была вновь развёрнута 8-я гвардейская механизированная дивизия. С 16 по 18 мая 1957 года, на основании директивы Главнокомандующего ГСВГ от 25 марта 1957 года, 8-я гвардейская механизированная дивизия была переформирована в 20-ю гвардейскую мотострелковую дивизию и переведена на новые штаты, а её 20-й гвардейский механизированный полк в 242-й гвардейский мотострелковый полк. Постоянный пункт дислокации Вурцен ГСВГ. С 1957 по 1964 год входил в состав 20-й гв. мсд 18-й гвардейской общевойсковой армии (Форст Цинна), затем в состав 8-й гв. А (Веймар) (Нора) и в 1983 дивизия была передана в состав 1-й гвардейской танковой армии (Дрезден). В 1992 году дивизия передана в непосредственное подчинение ЗГВ для организации работ по ликвидации гарнизонов и учебных центров выводимой 1 гв. ТА. До вывода из ЗГВ — войсковая часть полевая почта 58973, позывной — «Бундовец».